# Unterkohlstätten
Unterkohlstätten är en ort och kommun i Österrike. Den ligger i distriktet Oberwart i förbundslandet Burgenland, i den östra delen av landet, 90 km söder om huvudstaden Wien. 
Kommunen består av fem orter (Ortschaften) (inom parentes invånarantal 1 januari 2024):
- Glashütten bei Schlaining (107)
- Günseck (161)
- Holzschlag (288)
- Oberkohlstätten (199)
- Unterkohlstätten (227)